# Przegląd Dziennikarski
Przegląd Dziennikarski – polski popularnonaukowy magazyn internetowy, w którym publikowane są materiały związane z gospodarką, kulturą, nauką, polityką i społeczeństwem. Serwis powstał w 2007 roku z inicjatywy Pawła Rogalińskiego, polskiego politologa, dziennikarza i publicysty.
Redaktorem naczelnym portalu jest dr Paweł Rogaliński, a zastępcą prof. Karol Czejarek, profesor nadzwyczajny b. Akademii Humanistycznej im. A. Gieysztora i członek Związku Literatów Polskich.
Jak podaje portal, czytelnikami serwisu są głównie osoby ze świata biznesu, kultury, sztuki, dyplomacji oraz polityki.